# Domaine de Beauregard
Le domaine de Beauregard, situé en périphérie d'Hérouville-Saint-Clair au bord du canal de Caen à la mer, est composé de prairies et de surfaces boisées qui s'étendent sur 23 hectares. Il comprend un parc, un château et des dépendances.

## Historique
Le domaine de Beauregard appartenait au fief de Colbert.
Au milieu du XIXe siècle, la propriété fut acquise par un armateur du Havre, Jules Lecesne, qui en fit un lieu de villégiature. Le château de style troubadour (typique de l'architecture du XIXe siècle en Normandie) est achevé en 1864 sous la direction de Martial Pelfresne.
Le domaine a subi de lourds dégâts pendant la Seconde Guerre mondiale après laquelle il a été racheté par l'État et mis à la disposition de l'ORTF qui l'occupait l'été pour ses colonies de vacances.
Racheté par la commune d'Hérouville Saint-Clair en 1977 et peu utilisé hormis quelques événements ponctuels, ainsi un certain nombre de « fêtes de la Rose » jusqu'en 1988, date à laquelle est créée l'association qui porte son nom, il est devenu progressivement un lieu d'activités culturelles et sportives.
En 1999, lors de la tempête, certains dégâts furent à déplorer, en particulier la chute d'arbres centenaires.
Depuis juillet 2009, le parc du château accueille le Festival Beauregard avec en tête d'affiche pour les premières éditions : Mika, Pete Doherty, Arthur H, Iggy Pop & The Stooges, Ayọ, Gossip, Phoenix… Il a réuni 20 000 festivaliers pour sa première édition.

## Le château

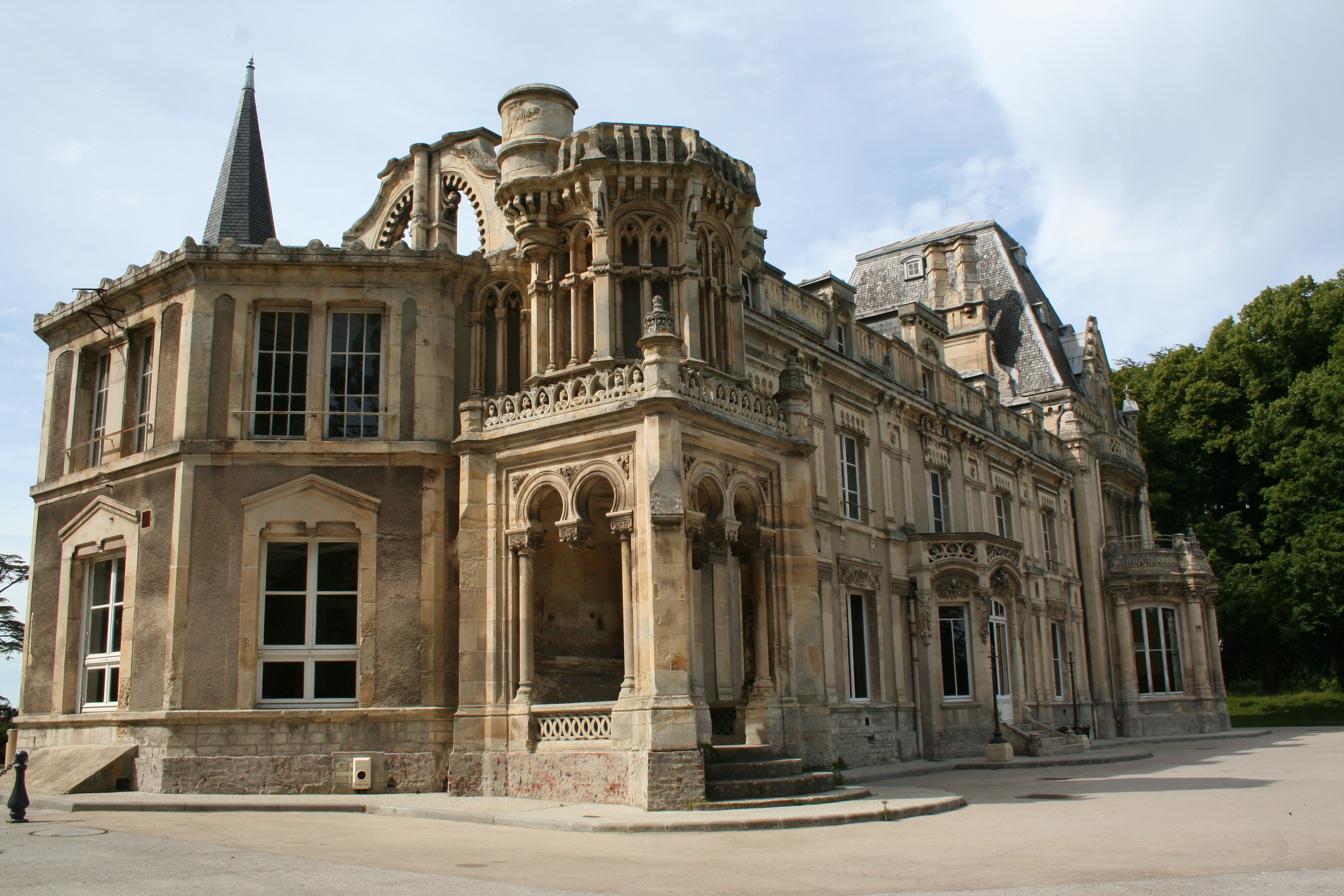
Angle sud-est
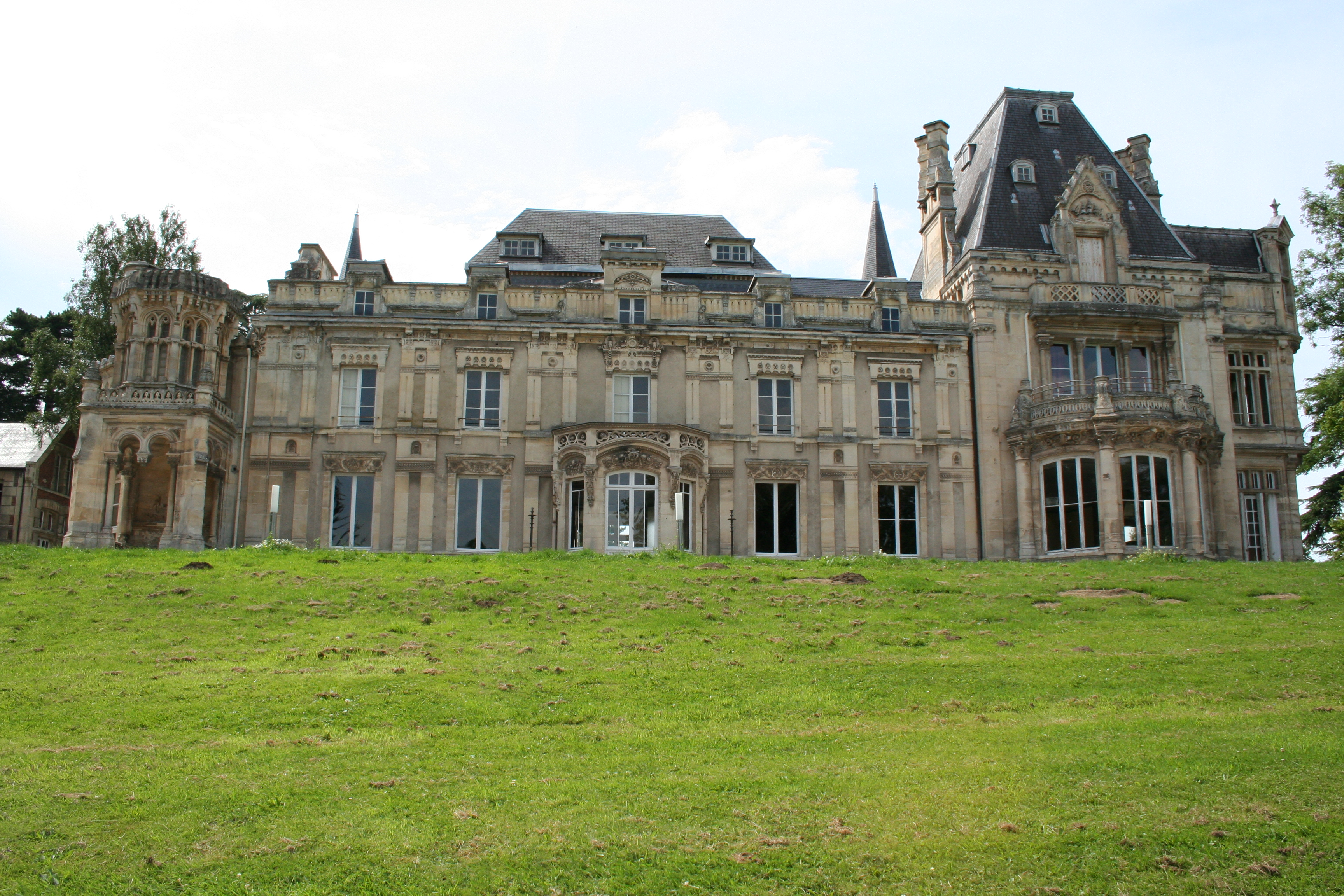
Façade est

## Le parc etOrnavik
Le parc est composé d'espaces boisés et de prairies. En outre s'y trouvent des sculptures à motifs animaliers : Chien attaquant un sanglier, Chien de chasse...
En 2011, dans le cadre du 1100e anniversaire de la fondation de la Normandie, une reconstitution d'un village viking a été entreprise dans le parc par l'association Les Vikings, an 911. Ce chantier archéologique, baptisé Ornavik, qui s'est déroulé sur une dizaine d'années, est ouvert au public. 

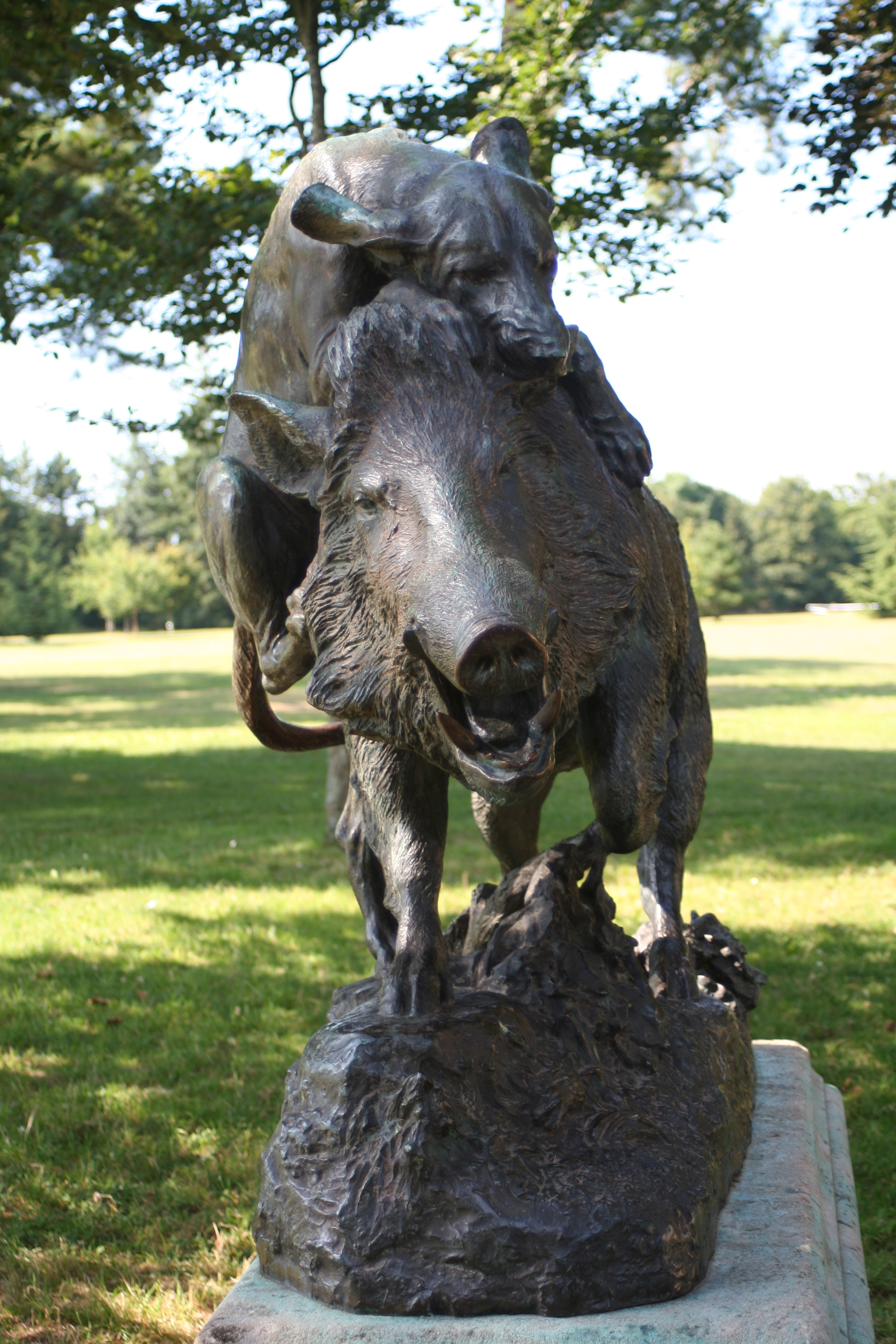
Chien attaquant un sanglier.
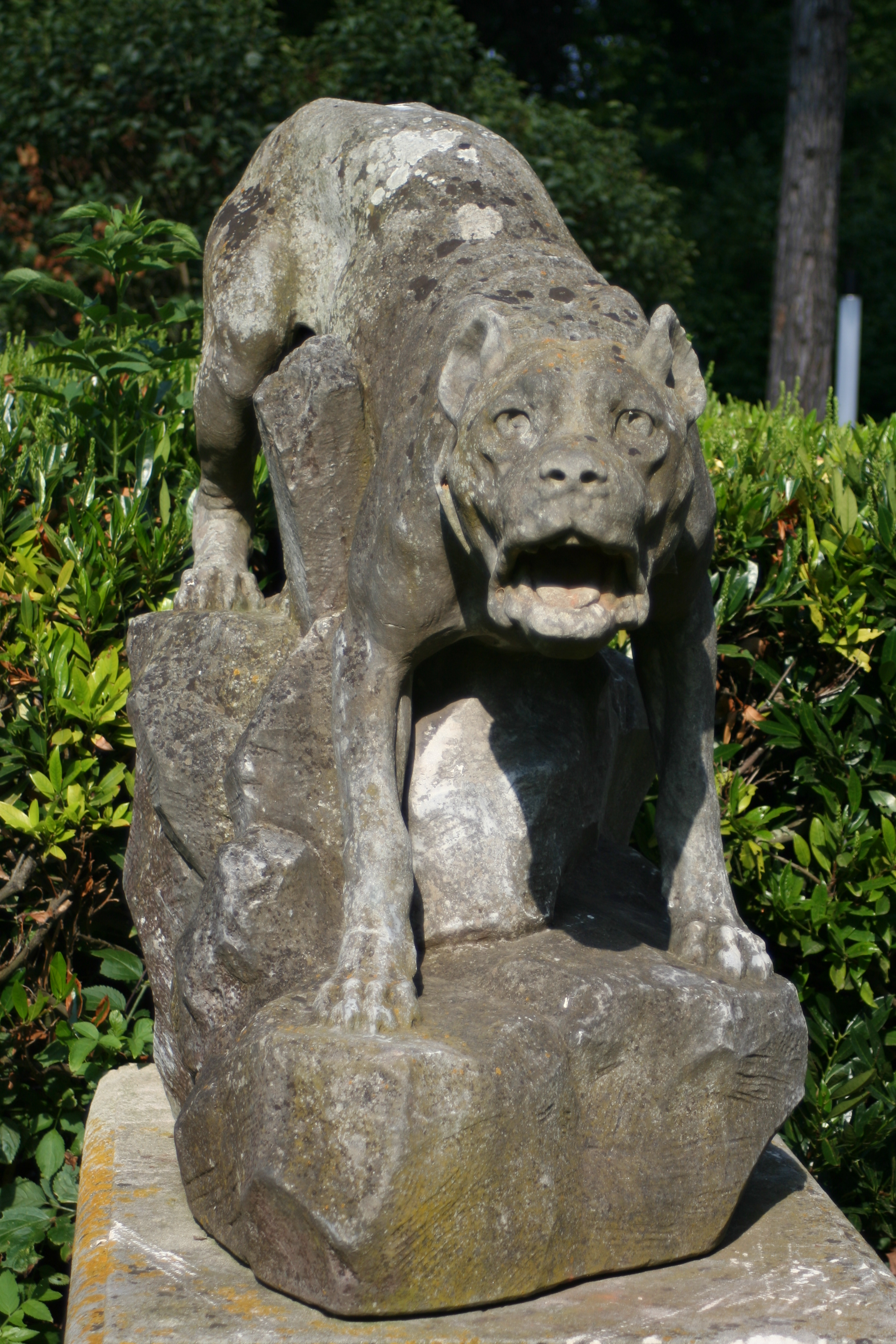
Chien de chasse.
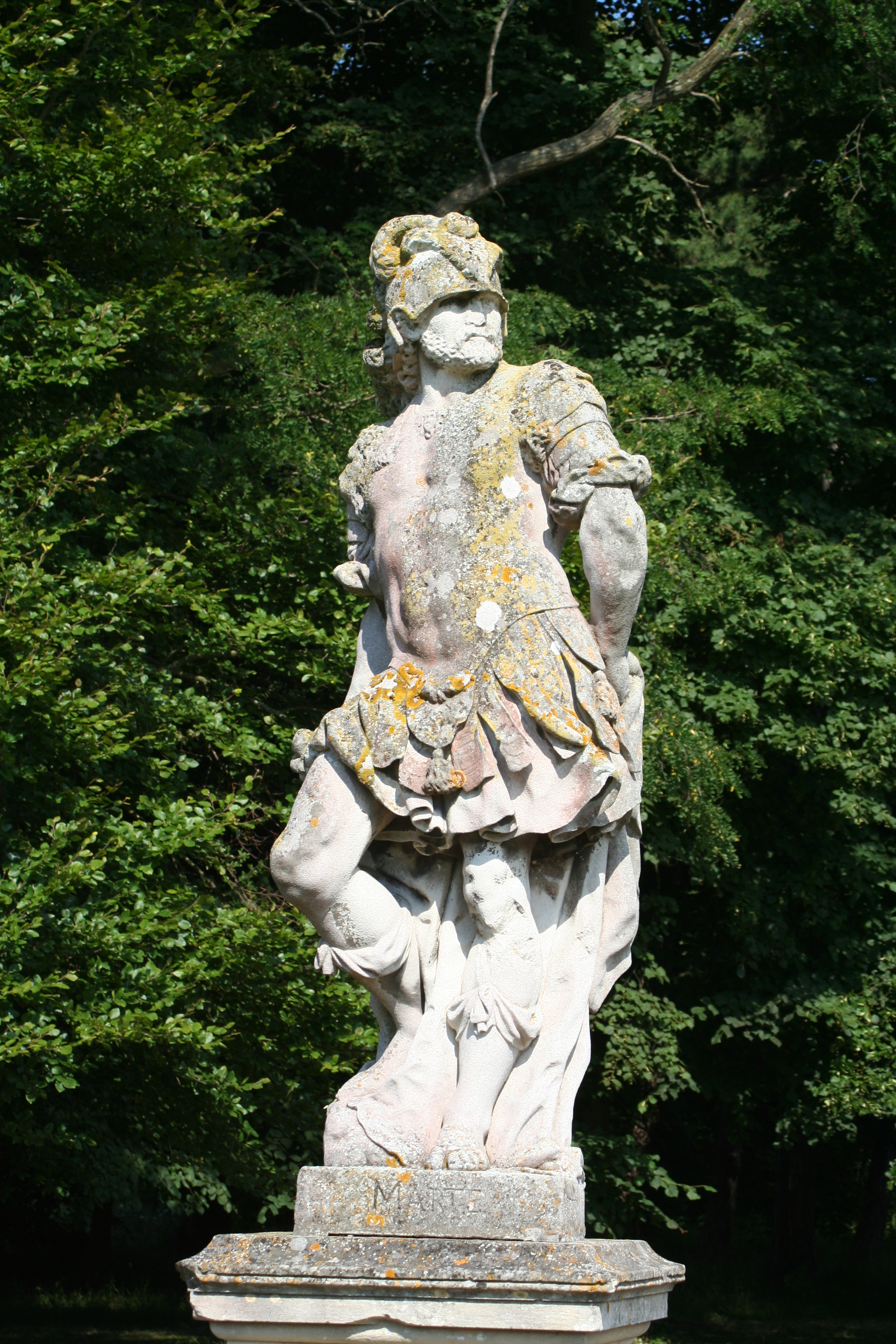
Sans titre.
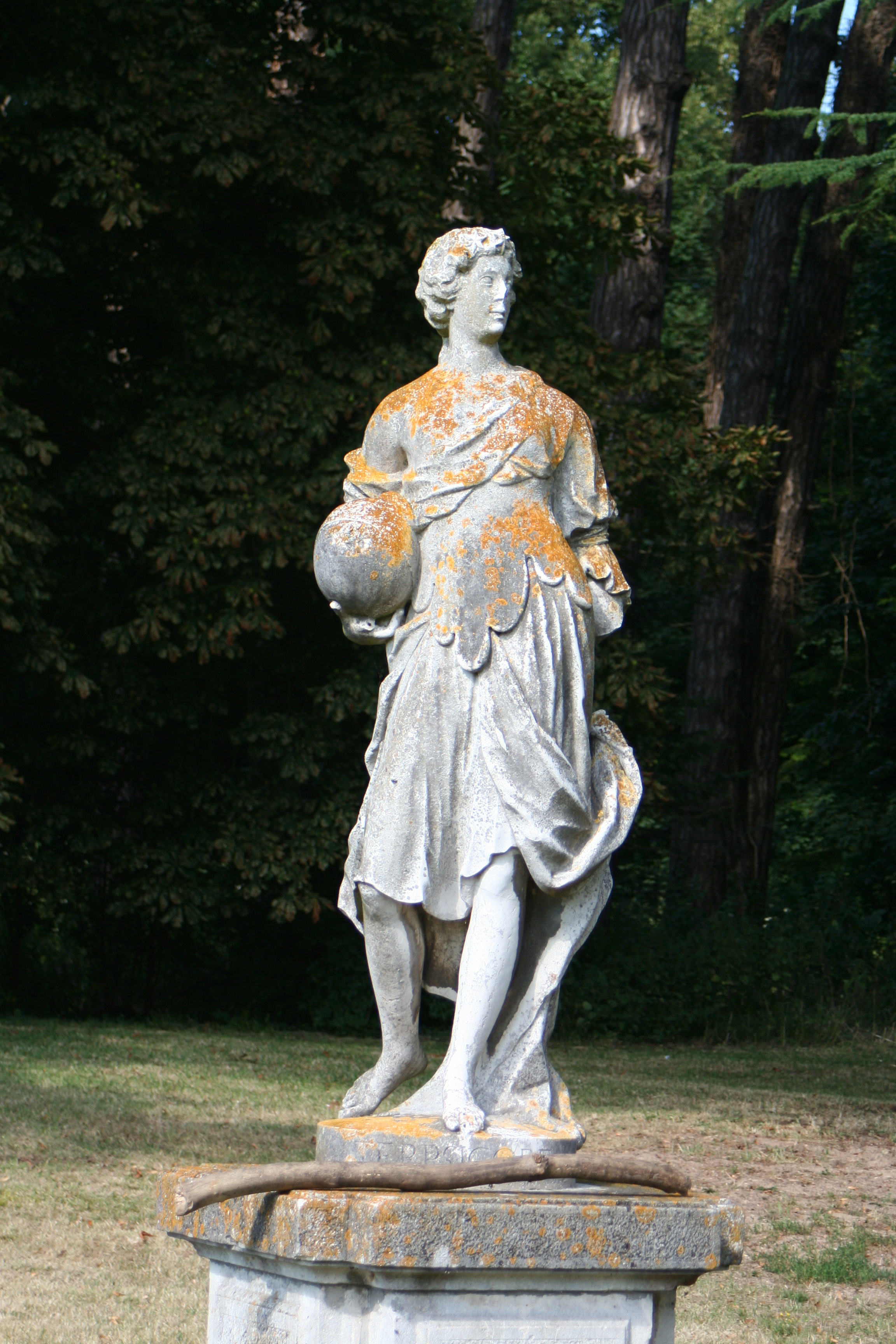
Sans titre.

## Les dépendances
- l'annexe du château
- la bergerie
- la ferme